# Покатилов, Евгений Петрович
Покатилов, Евгений Петрович (27 января 1927 — 1 февраля 2011) — советский и молдавский физик-теоретик, член-корреспондент АН Республики Молдова.

## Биография
Родился и вырос в г. Одессе. Мать - Блюмина Ася Абрамовна (1905 - 1993). Член ВЛКСМ (1941—1955). Окончил в 1950 году Кишиневский Университет. C 1950 по 1953 год работает на кафедре физики, а с 1953 года — на кафедре теоретической физики. В 1961 году защитил кандидатскую диссертацию «Некоторые вопросы взаимодействия электронов с акустическими колебаниями решётки и примесями в полупроводниках» под руководством акад. Ю. Е. Перлина, в 1971 году — докторскую «Поляронные и диссипативно-релаксационные процессы, обусловленные неидеальностью решётки». В 1973 году избирается профессором кафедры теоретической физики Кишиневского Университета, а в 1989 году избирается членом -корреспондентом АН Республики Молдова.

## Педагогическая деятельность
Преподавал термодинамику и статистическую физику, а также специальные курсы — Теория групп и её применения в физике, Интегрирование по траекториям в квантовой механике и статистической физике.

## Научная деятельность
Научные интересы лежали в области физики полупроводников и диэлектриков а также оптическим и кинетическим явлениям в малоразмерных структурах. Кандидатская диссертация посвящена взаимодействию электронов с оптическими колебаниями и примесными центрами в полупроводниках. Докторская диссертация посвящена поляронным процессам в релаксационных приборах, обусловленных дефектами решётки. Всего опубликовал около 300 работ, соавтор 13 изобретений.

## Наиболее важные учебники, методические пособия и публикации
- Biblus
- ADS NASA

Другие публикации: Исследование термодинамических и кинетических свойств полупроводников методами интегриования по траекториям. В 3-х частях. (Соавтор В.Фомин)

## Награды и премии
- Лауреат Государственной премии Молдавской ССР в области науки и техники (1987)
- Серебряная медаль «Академик П. Л. Капица» академии естественных наук России (2000)
- Диплом N 119 от 31 августа 1999 РАН.

## Ученики
- Русанов М. М. (др. 1970)
- Клюканов А. А. (др. 1971, др. хаб. 1991)
- Кабисов К. С. (др. 1971)
- Балмуш Н. И. (др. 1974)
- Колонтаев В. П. (др. 1975)
- Фомин В. М. (др. 1978, др. хаб. 1990)
- Ву, Тр. Х. (др. 1978)
- Берил С. И. (др. 1979, др. хаб. 1991)
- Мунтян А. П. (др. 1979)
- Сано К. (др. 1982)
- Киселева Е. С. (др. 1982)
- Гладилин В. Н. (др. 1983)
- Климин С. Н. (др. 1984)
- Чебан И. С. (др.1985)
- Горя О. С. (др. 1986)
- Кожухарь Д. И. (др. 1987)
- Погорилко Г. А. (др. 1987)
- Фахуд М. (др. 1989)
- Мадкур С. С. (др. 1990)
- Калиновский В. В. (др. 1992)
- Фай Л. К. (др. 1997)
- Балабан С. Н. (др. 1997)
- Фоноберов В. А. (др. 2002)
- Ника Д. Л. (др. 2006)
- Зинченко Н. Д. (др. 2010)
- Мельник А. Д.
- Семеновская Н. Н.
- Зотов А. С.
- Френк М. А.
- Тараканова Л. В.
- Аскеров А. С.
- Исакова К. Я.
- Кочемасов А. И.
- Крышмарь Д. В.

## О нём
- Молдавская Советская Энциклопедия, т.5, 1975, стр. 268
- Gh. Rusnak, V. Соzmа. Profesorii Universitatii de stat din Moldova. Dicţionar. 2001, CE USM, Chişinău, 160.
- Petru Soltan (red). Calendar Naţional. Biblioteca Naţională a Republicii Moldova
- «Педагог. Ученый. Гражданин»: биобиблиография проф. унив., член-кор. АНМ Покатилов Е. П.= bio-bibliografy of the professor, corresponding-member of the ASM Evghenii Pocotilov / сост.: Д. Л. Ника, Л. В. Тараканова, К. Я. Исакова. — Chişinău: CEP USM, 2007.- 136 p.